# Ali G

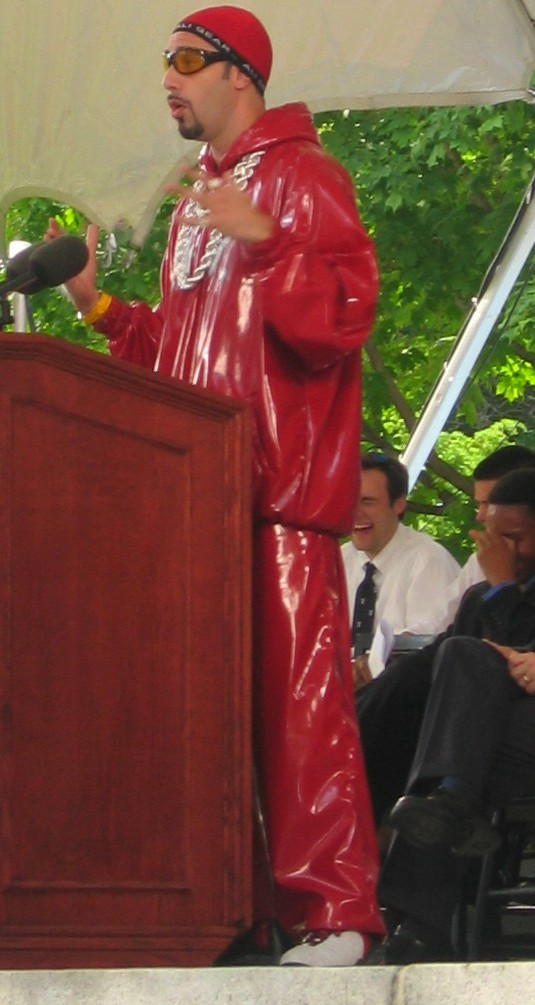
Sacha Baron Cohen als Ali G.

Ali G (volledige naam: Alistair Leslie Graham) is een alter ego van de Engelse komiek Sacha Baron Cohen.
Ali G werd 'groot' met zijn Da Ali G show, waarin de meest uiteenlopende onderwerpen aan bod kwamen. Hij spreekt altijd een soort slang uit de "getto's van Staines, Londen" (een nette buurt ten westen van Londen). In die buurt leidt hij de fictieve West Staines Massive gang. Vandaar ook zijn credo 'West-side is da best'.
Sacha Baron Cohen heeft aangegeven dat hij zijn alter ego Ali G (evenals Borat) waarschijnlijk nooit meer zal gebruiken.

## Documentairemaker
In Da Ali G Show wordt de wereld door de ogen van Sacha Baron Cohens alter ego's belicht. Met deze satire profileert Ali G zich enigszins als documentairemaker.

## Interviewer
Als interviewer stelt hij het geduld van menige beroemdheid op de proef door allerlei onzinnige vragen te stellen over serieuze onderwerpen als criminaliteit, drugs, politiek en het milieu. Wanneer de geïnterviewde aangeeft de vragen onzinnig te vinden, weet Ali G ervoor te zorgen dat de gast meer van zichzelf laat zien dan de bedoeling was.

## Filmster
Met de film Ali G Indahouse komt er een vervolg op het witte doek van deze bizarre komiek. De wereldpolitiek wordt op allerlei manieren op de hak genomen en de straattaal is weer niet van de lucht.

## Popster
Met Shaggy scoorde Ali G in 2002 de hit "Julie".